# بیمارستان بیلی ستون
بیمارستان بیلی ستون (به انگلیسی: Bayley Seton Hospital) بیمارستانی عمومی در شهر نیویورک کشور ایالات متحده آمریکا است که در سال ۱۸۳۱ میلادی ساخته شده است.